# Birds of a Feather
"Birds of a Feather"는 빌리 아일리시의 노래이다. 이 곡은 그녀의 세 번째 스튜디오 앨범 《Hit Me Hard and Soft》의 두 번째 싱글이다.